# Segelbergska palatset

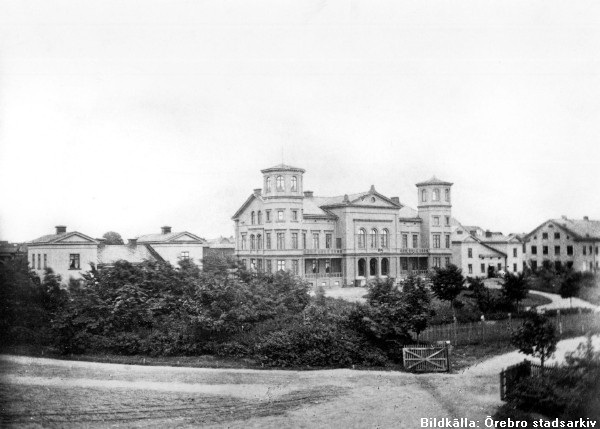
Segelbergska palatset år 1934. Till höger om palatset skymtar tändsticksfabriken.

Segelbergska palatset i Örebro uppfördes år 1862. Arkitekt var stadsarkitekten Fridolf Wijnbladh.
Per Anton Segelberg var en entreprenör i 1800-talsanda. Han lät sin hustru ta anställning i Nordenmalms tändsticksfabrik i Stockholm för att lära sig fosforstickor enligt en ny tysk metod. Hon kunde smuggla ut lite av tändsatsen för analys. Maken startade 1844 Örebro tändsticksfabrik i en lada vid Rynninge. Denna brann senare ner.
Affärerna hade dock gått bra, och år 1855 kunde Segelberg uppföra en ny fabrik på tomten Östra Bangatan 38. Där arbetade 172 personer år 1862, samma år som Segelberg byggde sitt magnifika palats där idag Östra Bangatan 42 ligger. Tändsticksfabriken var då landets näst största. Segelberg var emellertid indragen i olyckliga borgensåtaganden, och år 1867 gick han i konkurs.
När familjen Segelberg lämnat huset, inhystes Karolinska läroverkets elever här när läroverket byggdes om år 1900-01. Bland senare hyresgäster märks Kontoristföreningen. Johan Behrn, fastighetskung i Örebro, köpte så småningom huset. Det revs år 1938. Segelbergska palatset låg snett mittemot Örebro centralstation. På norra delen av tomten byggdes senare Hotell Continental. Tändsticksfabriken låg ungefär på den plats där Statistiska Centralbyråns byggnader ligger idag. 
Vad tändstickstillverkningen beträffar, fortgick den till 1892. År 1867 hade man tagit upp tillverkning av säkerhetständstickor, och deras andel av tillverkningen ökade ständigt. Nedläggningsåret tillverkade man enbart säkerhetständstickor. Maskinerna flyttades efter nedläggningen till Jönköpings Westra Tändsticksfabrik.